# Ramphocelus flammigerus
A Ramphocelus flammigerus  a madarak osztályának verébalakúak (Passeriformes) rendjébe és a tangarafélék (Thraupidae) családjába tartozó faj.

## Rendszerezése
A fajt William Jardine és Prideaux John Selby írták le 1833-ban, a Ramphopis nembe Ramphopis flammigerus néven.

## Előfordulása
Dél-Amerika északnyugati részén, Kolumbia területén honos. Természetes élőhelyei a szubtrópusi és trópusi síkvidéki esőerdők és cserjések, valamint ültetvények, vidéki kertek és másodlagos erdők. Állandó, nem vonuló faj.

## Megjelenése
Testhossza 18 centiméter.
|  |  |

## Természetvédelmi helyzete
Az elterjedési területe kicsi, egyedszáma viszont stabil. A Természetvédelmi Világszövetség Vörös listáján nem fenyegetett fajként szerepel.